# Alice Oseman
Alice May Oseman (* 16. Oktober 1994 in Chatham, Kent) ist eine britische Jugendbuchautorin und Illustratorin. Bekannt wurde sie vor allem durch ihre Webcomics und Graphic Novels mit dem Titel Heartstopper, welche 2022 von Netflix verfilmt wurden.

## Leben
Oseman kam in der Hafenstadt Chatham in der Grafschaft Kent zur Welt. Sie hat einen jüngeren Bruder namens William. Sie besuchte die Rochester Grammar School. 2016 machte sie ihren Bachelor of Arts in Englischer Literatur an der Universität Durham.
Oseman veröffentlichte 2014 ihr erstes Jugendbuch Solitaire, in dem es um Tori Spring, eine pessimistische Teenagerin, geht, die auf den optimistischen Michael trifft, der ihr genaues Gegenteil ist. 2016 folgte Radio Silence, mit dem sie den australischen Jugendbuchpreis Inky Award gewann. Ihr dritter Roman I Was Born for This erschien 2018. 2020 erschien mit Loveless ihr vierter Roman. Das Werk ist autobiografisch angelegt und sie verarbeitet darin ihre eigenen Erfahrungen zu Aromantik und Asexualität in der Zeit ihres Studiums.
Parallel zu ihren Jugendbüchern veröffentlichte Oseman den Webcomic Heartstopper, in dem es um Charlie Spring geht, den Bruder der Protagonistin ihres ersten Romans. Dieser entwickelt darin eine romantische Beziehung zu Nick Nelson. Der Webcomic diente als Basis für bislang 5 Graphic Novels, die ab Oktober 2018 veröffentlicht wurden. Im Januar 2021 wurde bekannt gegeben, dass es eine Netflix-Serie zu Heartstopper geben wird. Oseman fungierte dabei als Drehbuchautorin. Im April 2022 wurde diese veröffentlicht, einen Monat später gab Oseman bekannt, dass es zwei weitere Staffeln geben wird. Die zweite Staffel wurde am 3. August 2023 auf Netflix veröffentlicht. Beide Staffeln erhielten durchweg positive Kritiken. Anfang Oktober 2023 begannen die Dreharbeiten für die dritte Staffel. Diese erschien am 3. Oktober 2024.

## Auszeichnungen
- 2022 Lovely Books Community Award Silber in der Kategorie Jugendbuch – Belletristik für Heartstopper Volume 1 (deutsche Hardcover-Ausgabe)[11]
- 2023 LovelyBooks Community Award Silber in der Kategorie Jugendbuch – Belletristik für Heartstopper Volume 4 (deutsche Hardcover-Ausgabe).[12]

## Privates
Oseman verwendet auf Englisch die Pronomen she/they und ist aromantisch und asexuell (auf Englisch auch mit der Kurzform aroace bezeichnet).

## Werke
- Solitaire. Loewe Verlag, Bindlach, 2022, ISBN 978-3-7432-1592-4 (engl. Originaltitel: Solitaire. 2014).
- Nick & Charlie. Loewe Verlag, Bindlach, 2022, ISBN 978-3-7432-1593-1 (engl. Originaltitel: Nick and Charlie. 2015).
- This Winter. Loewe Verlag, Bindlach, 2022, ISBN 978-3-7432-1594-8 (engl. Originaltitel: This Winter. 2015).
- Nothing Left for Us. Loewe Verlag, Bindlach, 2022, ISBN 978-3-7432-1220-6 (engl. Originaltitel: Radio Silence. 2016).
- I was born for this. Übersetzt von Kathrin Köller. Loewe Verlag, Bindlach, 2023, ISBN 978-3-7432-1221-3 (engl. Originaltitel: I was born for this. 2019).
- Heartstopper Volume 1. Übersetzt von Vanessa Walder. Loewe Verlag, Bindlach, 2022, ISBN  978-3-7432-0936-7 (engl. Originaltitel: Heartstopper Volume One. 2018).
- Heartstopper Volume 2. Übersetzt von Vanessa Walder. Loewe Verlag, Bindlach, 2022, ISBN 978-3-7432-0937-4 (engl. Originaltitel: Heartstopper Volume Two. 2019).
- Heartstopper Volume 3. Übersetzt von Vanessa Walder. Loewe Verlag, Bindlach, 2022, ISBN 978-3-7432-1282-4 (engl. Originaltitel: Heartstopper Volume Three. 2020).
- Loveless. Übersetzt von Vanessa Walder. Loewe Verlag, Bindlach, 2022, ISBN 978-3-7432-1219-0 (engl. Originaltitel: Loveless. 2020).
- Heartstopper Volume 4. Übersetzt von Vanessa Walder. Loewe Verlag, Bindlach, 2022, ISBN 978-3-7432-1283-1 (engl. Originaltitel: Heartstopper Volume Four. 2021).
- Heartstopper Volume 5. Übersetzt von Anne Brauner. Loewe Verlag, Bindlach, 2023, ISBN 978-3-7432-1799-7 (engl. Originaltitel Heartstopper Volume Five. 2023).￼